# 入会林野等に係る権利関係の近代化の助長に関する法律
入会林野等に係る権利関係の近代化の助長に関する法律（いりあいりんやとうにかかるけんりかんけいのきんだいかのじょちょうにかんするほうりつ、昭和41年7月9日法律第126号）は、村落共同体で共同利用される里山等の林野、いわゆる入会地を律する権利関係が、主に明治の近代法制導入前に成立した慣習的な入会権や旧慣使用権であることを勘案し、これらの権利関係を解消し、近代化を促進することに関する法律である。

## 構成
- 第一章　総則（第一条・第二条）
- 第二章　入会林野整備（第三条―第十八条）
- 第三章　旧慣使用林野整備（第十九条―第二十四条）
- 第四章　雑則（第二十五条―第二十九条）
- 第五章　罰則（第三十条）
- 附則

## 法成立の背景
1959年、林野庁長官の諮問機関として部落有林野対策協議会が設置、入会林野の近代化に向けた検討がなされた。1961年に出された答申の中では、部落有林の高度利用を図るため、部落有林の分解近代化を促進する必要があること、分解した後は近代的な個別私権とすべきこと、現に部落有林を用益している個人が個別所有権を取得することなどが盛り込まれた。その後、1964年に林業基本法が成立。同法第12条の「小規模経営の規模の拡大」に資する方策（現・森林・林業基本法第19条において「林業経営の規模の拡大、生産方式の合理化、経営管理の合理化」として理念は継承されている。）として入会林野近代化法の制定が促進された。